# Bab-el-Mandeb
Bab-el-Mandeb (Arapski: vrata suza) je tjesnac koji dijeli Afriku i Aziju (Arapski poluotok) te spaja Crveno more i Adenski zaljev (Arapsko more, Indijski ocean). Na afričkoj strani tjesnaca je država Džibuti, a na azijskoj Jemen.
Tjesnac je dobio ime (vrata suza) zbog opsane navigacije ili, po arapskoj legendi, po potresu koji je razdvojio Afriku i Aziju i izazvao veliki broj žrtava (utapljanje).
Tjesnac je strateški vrlo važan, a predstavlja i jedan od najprometnijih plovnih puteva.
Tjesnac je širok oko 30 km. Na azijskoj strani se nalazi rt Ras Menheli, a na afričkoj Ras Siyan. Vulkanski otok Perim dijeli tjesnac u 2 kanala - Bab Iskender (istočni) i Dact-el-Mayun (zapadni). Bab Iskander (Aleksandrov tjesnac) je širok oko 3 km, a dubok oko 30 m, dok je Dact-el-Mayun širok oko 25 km, a dubok oko 300 m. Uz afričku obalu se nalazi otočje francuskog naziva Sept Freres (Sedmero braće).
Istočnim (Bab Iskender) kanalom teče jaka površinska struja prema Crvenom moru, a dubinska struja u suprotnom smjeru teče zapadnim kanalima.